# Geografía de Kosovo

Mapa físico de Kosovo

Kosovo está situada en la península balcánica. Se encuentra ubicada en un área de 10 887 km², donde comprende una población de casi 2 millones de personas.

## Clima
Kosovo está situado entre el mar Mediterráneo y las regiones montañosas de Europa suroriental, en la península balcánica. Esta localización geográfica da al país una gama de temperaturas anual grandes. Las altas temperaturas del verano pueden alcanzar +30 °C, mientras que las temperaturas del invierno son tan bajas como -10 °C. Por ello, es un clima continental. Según el mapa de la clasificación de Strahler el clima en Kosovo se considera continental húmedo. El país experimenta veranos calientes e inviernos fríos y nevosos.

## Montañas y sistemas montañosos

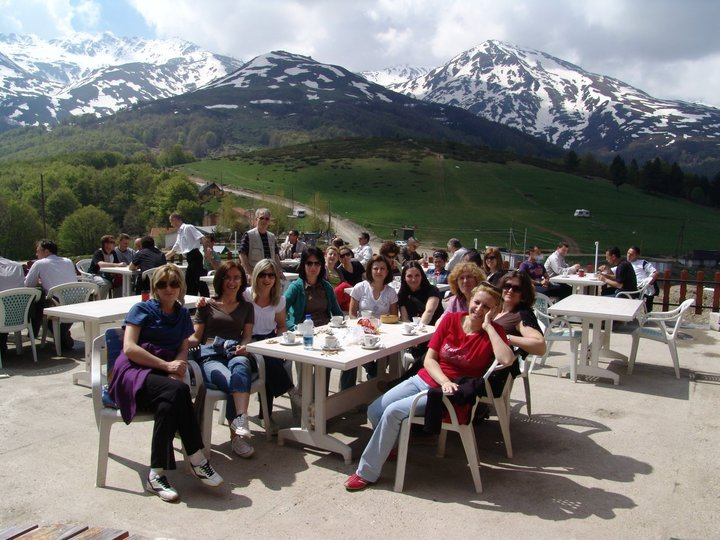
Prevalac en Kosovo

La mayor parte del territorio de Kosovo es montañoso. Las Montañas Sǎr están ubicadas al sur y sureste, limitando con Macedonia del Norte. Este es uno de los centros turísticos y de esquí más populares de la región, con Brezovica y Prevalac como los más importantes centros de turismo. El área montañosa de la región de Kosovo, incluyendo el pico más alto Gjeravica a 2656 m s. n. m., está ubicada en el suroeste, limitando con Albania.

## Hidrografía
El territorio de Kosovo está recorrido por ríos que drenan sus aguas hacia los tres mares próximos:
- El oeste del país (la región de Metohija) forma parte de la cuenca del Drin Blanco, que vierte aguas hacia el Adriático recorriendo territorio albanés.
- Las aguas del centro y el norte de Kosovo fluyen hacia el río Morava occidental, perteneciente a la cuenca del Danubio, que desemboca en el mar Negro. A dicha cuenca pertenece también el este del país, recorrido por ríos que llevan sus aguas al Morava meridional, también afluente del Danubio.
- El extremo sur, limítrofe con Macedonia, vierte aguas en el río Vardar, que desemboca en el mar Egeo en territorio griego.